# Kétfejű karizom

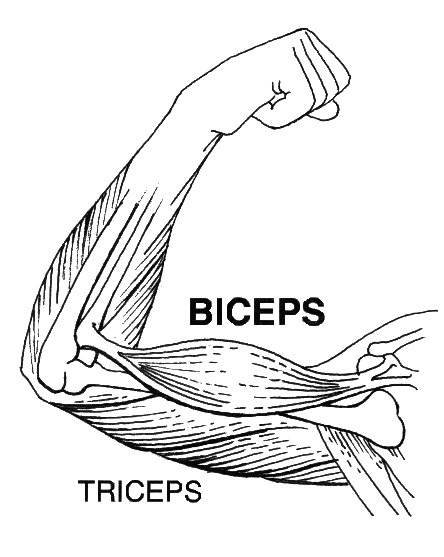
A bicepsz és a tricepsz

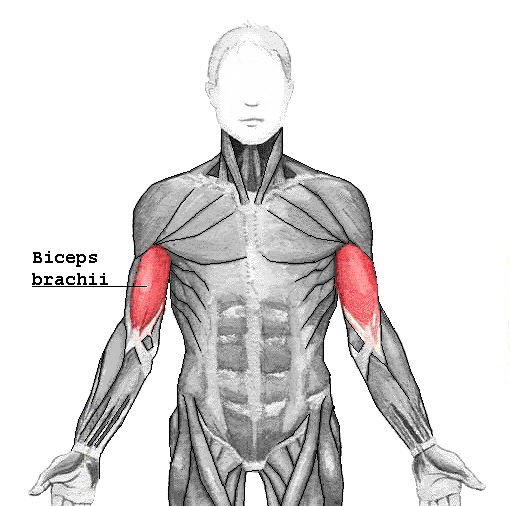
A bicepsz

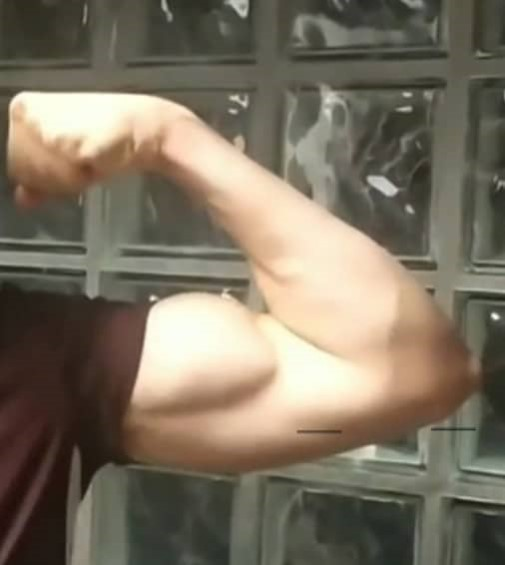
Kétfejű karizom feszített állapotban

A kétfejű karizom (musculus biceps brachii) egy izom az ember felső végtagján. Amint a neve is mutatja, egy kéthasú izom, amely két külön fejjel ered, és a könyökízület közelében közös tapadási pontban rögzül.

## Eredés, tapadás, elhelyezkedés
Proximálisan az izom 
- rövid feje (caput breve) a processus coracoideus-ról ered, amely a lapocka (scapula) része.
- hosszú feje (caput longum) a tuberculum supraglenoidale-ról ered, mely szintén a lapocka része. A hosszú fej ina azonban az eredési helyének köszönhetően az ízületi tokba lép először, majd ezt elhagyva a felkarcsont (humerus) gumói közötti árkában (sulcus intertubercularis) halad végig, míg eléri az izom hasát.

Distalisan az izom egyetlen ínnal tapad, az orsócsont (radius) medialis oldalán lévő érdességen (tuberositas radii), közel a könyökízülethez, valamint a saját, alkari izompólyába sugárzó kötőszövetes lemezén (lacertus fibrosus; aponeurosis musculi bicipitis brachii).

## Funkció
Hajlítja az alkart a könyökben (flexio), kifele forgatja (supinatio), illetve a vállízületben a felkart előre mozgatja (anteflexio).
A könyök hajlításában és feszítésében a háromfejű karizom (musculus triceps brachii) antagonista izma.

## Beidegzés, vérellátás
A karfonat (plexus brachialis) lateralis ágából származó izom-bőr ideg (nervus musculocutaneus) idegzi be, és a felkari verőér (arteria brachialis) látja el vérrel.

## Külső hivatkozások
- Kép, leírás